# Raymond J. Barry

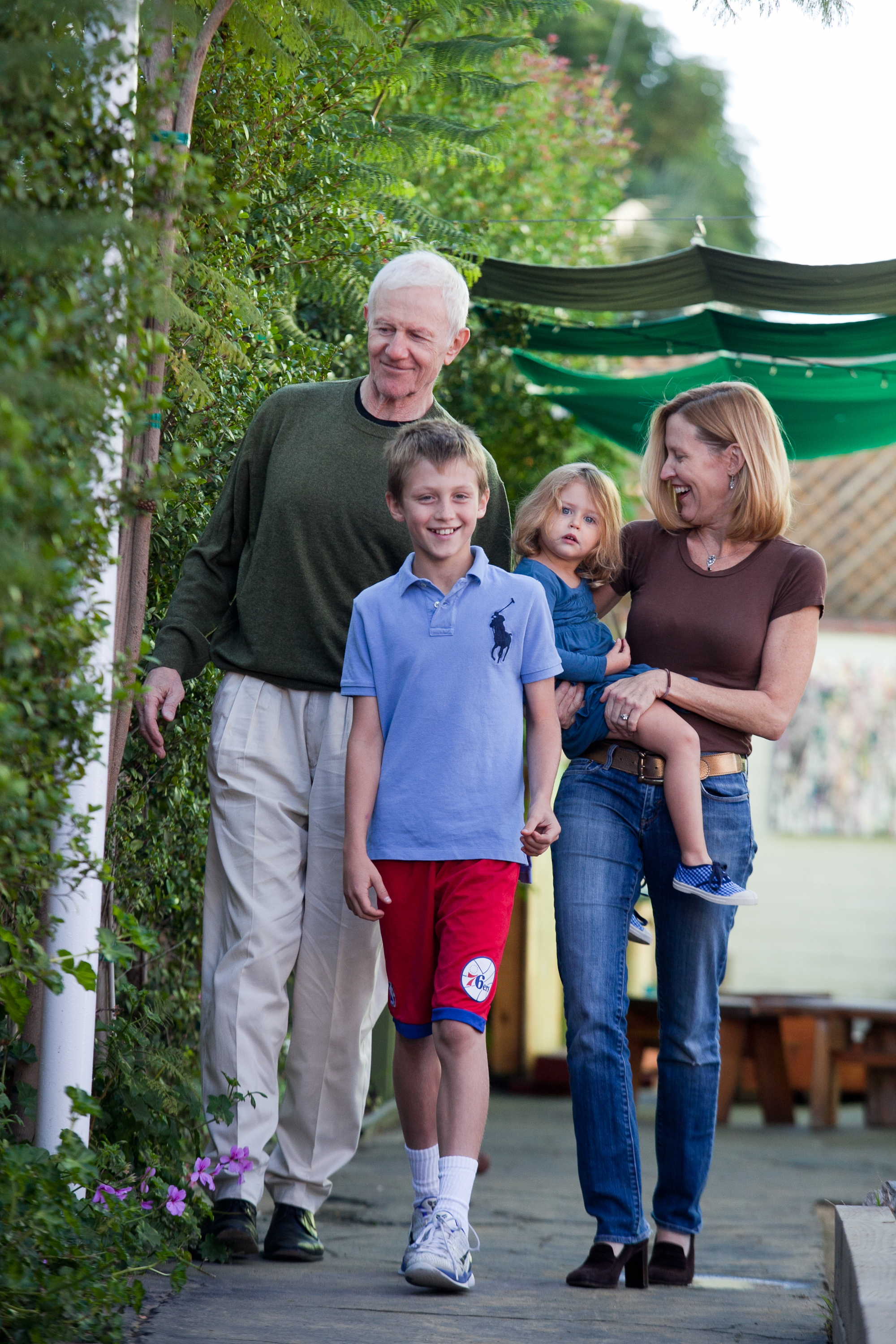
Raymond J. Barry mit Ehefrau und Kindern (2011)

Raymond John Barry (* 14. März 1939 in Hempstead Village, New York) ist ein US-amerikanischer Schauspieler.

## Leben und Leistungen
Barry studierte an der Brown University. Er trat in über 70 Theaterstücken auf und wurde zweimal mit dem Obie Award ausgezeichnet. Im Jahr 1990 erhielt er den Drama Critic’s Circle Award.
Barry erhielt seine ersten Filmrollen in den 1970er Jahren. Im Thriller Im Jahr des Drachen (1985) trat er neben Mickey Rourke auf. Im Filmdrama Geboren am 4. Juli (1989) spielte er neben Tom Cruise eine der größeren Rollen. Im Horror-Episodenfilm Drei Wege in den Tod (1991) spielte er die Rolle von Garrett, der in einem Autorennen gegen Billy (Brad Pitt) antritt.
Im Thriller Falling Down – Ein ganz normaler Tag (1993) spielte er die Rolle des Captain Yardley, der den kurz vor der Pensionierung stehenden Polizisten Martin Prendergast (Robert Duvall) vorschriftsgemäß zum Bleiben überredet, obwohl er Prendergast nicht vertraut. Im Thriller Die Kammer (1996) spielte er an der Seite von Chris O’Donnell und Gene Hackman. In der Fantasykomödie Flubber (1997) übernahm er neben Robin Williams eine der größeren Rollen.
In der US-Krimiserie Cold Case – Kein Opfer ist je vergessen übernahm Barry die wiederkehrende Rolle des Paul Cooper, den immer wieder in den vorigen Staffeln erwähnten Vater von Lilly Rush (Kathryn Morris). Auch in den Serien Lost und Justified spielte Barry wiederkehrende Großvater- bzw. Vatercharaktere.

## Filmografie (Auswahl)
- 1977: Der Untermieter (The Goodbye Girl)
- 1978: Eine entheiratete Frau (An Unmarried Woman)
- 1980: Christmas Evil (You Better Watch Out)
- 1985: Im Jahr des Drachen (Year of the Dragon)
- 1987: Drei auf dem Highway – Three for the Road (Three for the Road)
- 1987–1988: The Oldest Rookie (Fernsehserie, acht Folgen)
- 1988: Der Cop (Cop, The Cop)
- 1989: Geboren am 4. Juli (Born on the Fourth of July)
- 1991: K2 – Das letzte Abenteuer (K2)
- 1991: Valkenvania – Die wunderbare Welt des Wahnsinns (Nothing But Trouble)
- 1992: Drei Wege in den Tod (Two-Fisted Tales, Fernsehfilm)
- 1992: Rapid Fire – Unbewaffnet und extrem gefährlich (Rapid Fire)
- 1993: Falling Down – Ein ganz normaler Tag (Falling Down)
- 1993: Cool Runnings – Dabei sein ist alles (Cool Runnings)
- 1994: No Panic – Gute Geiseln sind selten (The Ref)
- 1995: Ans Messer geliefert (Headless Body in Topless Bar)
- 1995: Sudden Death
- 1995: Akte X (Fernsehserie, Folge 3x09)
- 1995: Dead Man Walking – Sein letzter Gang (Dead Man Walking)
- 1996: Die Kammer (The Chamber)
- 1997: Mad City
- 1997: Bloody Wedding – Die Braut muss warten (Best Men)
- 1997: Flubber
- 2001: The Deep End – Trügerische Stille (The Deep End)
- 2001: Training Day
- 2003: Voll verheiratet (Just Married)
- 2004: Alias – Die Agentin (Alias, Fernsehserie, Folgen 3x16–3x17)
- 2005: Law & Order (Fernsehserie, Folge 16x03)
- 2006: Little Children
- 2007: Kill Bobby Z (Death and Life of Bobby Z)
- 2007: Walk Hard: Die Dewey Cox Story (Walk Hard: The Dewey Cox Story)
- 2007: Plane Dead – Der Flug in den Tod (Plane Dead)
- 2008–2010: Cold Case – Kein Opfer ist je vergessen (Cold Case, Fernsehserie, acht Folgen)
- 2009: Charlie Valentine – Gangster, Gunfighter, Gentleman (Charlie Valentine)
- 2009: Lost (Fernsehserie, Folge 5x06)
- 2009: Dark Legends – Neugier kann tödlich sein (The Shortcut)
- 2010: Across the Line: The Exodus of Charlie Wright
- 2010: Law & Order: Special Victims Unit (Fernsehserie, 1 Episode)
- 2010–2015: Justified (Fernsehserie, 23 Folgen)
- 2011: Criminal Intent – Verbrechen im Visier (Law & Order: Criminal Intent, Fernsehserie, Folge 10x04)
- 2011: The Closer (Fernsehserie, Folge 7x05)
- 2012: New Girl (Fernsehserie, Folge 2x02)
- 2014: 3 Days to Kill
- 2014–2015: The 100 (Fernsehserie, acht Folgen)
- 2015: Apokalypse Los Angeles (LA Apocalypse)
- 2016: The Purge: Election Year
- 2017: Gotham (Fernsehserie, vier Folgen)
- 2017: You’re the Worst (Fernsehserie, Folgen 4x01–4x02)
- 2017: Loveletters – Eine zweite Chance für die Liebe (No Postage Necessary)
- 2018: Shooter (Fernsehserie, zwei Folgen)
- 2019: Tote Mädchen lügen nicht (13 Reasons Why, Fernsehserie, drei Folgen)
- 2019: Desolation
- 2022: Snowfall (Fernsehserie, 2 Folgen)